# Ингман, Эйнар Харольд
Эйнар Харольд Ингман-младший (англ. Einar Harold Ingman Jr.) (6 октября 1929 – 9 сентября 2015) – солдат армии США, удостоился медали Почёта за свои действия в ходе Третьей битвы за Вонджу во время Корейской войны.

## Биография
Ингман родился 6 октября 1929 года в г. Милуоки, штат Висконсин. Вырос на ферме
. В ноябре 1948 года вступил в ряды армии в г. Кеуаским, штат Висконсин, надеясь работать с тяжёлой техникой, но вместо этого служил в пехоте.
26 февраля 1951 года капрал Ингман  роты Е 17-го пехотного полка, 7-й пехотной дивизии находился в Корее. В этот день близ г. Мальта-ри два пехотных отделения, в одном из которых находился Ингман, получили задачу захватить гребень горы, где укрепился противник. Когда оба командира отделений выбыли из строя из-за ранений, Ингман объединил оба взвода и принял командование над объединённым отрядом. Запросив по радио артиллерийскую и танковую поддержку, Ингман повёл солдат на штурм вражеской позиции, воодушевляя их и направляя их огонь.
Ингман в одиночку атаковал пулемётное гнездо, откуда обстреливался его отряд. Он забросил гранату в огневую точку противника и истребил её расчёт из своей винтовки. Приблизившись ко второму пулемётному гнезду, он был повергнут на землю гранатой, разорвавшейся близ его головы, потеряв при этом часть своего левого уха. Ингман вскочил на ноги, но в этот момент китайский солдат выстрелил ему прямо в лицо, пуля прошла через верхнюю челюсть и вышла за ухом. Ингман бросился вперёд и истребил расчёт пулемётного гнезда гранатами и штыком, после чего упал без сознания. Его люди выполнили поставленную боевую задачу и вынудили противника перейти к беспорядочному отступлению.
Ингмана эвакуировали в Токио для лечения. Спустя семь дней он пришёл в себя. Он потерял левый глаз, оглох на левое ухо и полностью потерял память, не мог вспомнить даже своё имя. После экстренной операции на мозге, к нему постепенно вернулась память, но воспоминания о выстреле в голову и о последующих событиях был навсегда потеряны. Ингман продолжил испытывать проблемы с памятью до конца жизни. Его отправили в армейский госпиталь им. Перси Джонса в г. Бэтл-крик, штат Мичиган для дальнейшего лечения. Там Ингман провёл следующие два года, перенёс 23 операции.
В середине 1951 года Ингман был произведён в сержанты и полетел в Вашингтон, где президент Гарри Трумэн 5 июля вручил ему медаль Почёта. По прибытии домой в Томахок, штат Висконсин местное население подарило ему новую машину и катер и устроило праздник в честь его возвращения.
После увольнения из армии, Ингман вернулся в Томахок и проработал 32 года в бумажной компании, сначала охранником а потом почтовым клерком. Через год после награждения Ингман женился на Марделл Гудфеллоу, у них было семеро детей . Ингман и его жена посещали многочисленные правительственные и военные мероприятия, включая 11 инаугураций президентов США и совершил несколько поездок в Корею.
В 2003 году Ингман перенёс тяжёлый инсульт, повлиявший на его речь и способность передвигаться. Ингман проживал в г. Ирма, штат Висконсин, к югу от Томахока. 9 сентября 2015 года Ингман в возрасте 85 лет скончался в больнице Томахока.

## Наградная запись к медали Почёта
Сержант Ингман из роты Е отличился благодаря выдающейся храбрости и отваги при выполнении и перевыполнении долга службы в бою с противником. Два передовых отделения штурмового взвода его роты атаковали хорошо укреплённый хребет, удерживаемый врагом но были прижаты к земле плотным огнём противника. Оба командира отделений и несколько бойцов были ранены. Капрал Ингман принял командование, организовал и объединил два отделения и двинул их от одной позиции к другой, определяя сектора обстрела и давая распоряжения и воодушевляя людей. Определив местонахождение вражеского пулемётного гнезда откуда обстреливали его людей он в одиночку штурмовал его. Забросив гранату на позицию и уничтожил оставшийся расчёт огнём из винтовки. Расчёт из другого пулемётного гнезда находившегося в 15 ярдах открыл огонь и причинил новые потери его отряду, остановив его наступление. Когда капрал Ингман атаковал вторую позицию он был ранен осколками гранаты, получил серьёзные ранения от вражеского огня в лицо и шею и был сбит на землю. Проявив невероятное мужество и стойкость он тотчас вскочил на ноги и использовав одну винтовку истребил весь орудийный расчёт противника, после чего упал без сознания из-за своих ран. Благодаря одиночным действиям капрала Ингмана вражеская оборона была прорвана, его отделение выполнило задачу и больше чем сотня вражеских солдат бросило своё оружие и отступило в беспорядке. Своим неукротимым мужеством, необычайным героизмом и выдающимся лидерством капрал Ингман заслужил высочайшую славу и поддержал почётные традиции пехоты и армии США.   
Оригинальный текст (англ.)
Sgt. Ingman, a member of Company E, distinguished himself by conspicuous gallantry and intrepidity above and beyond the call of duty in action against the enemy. The 2 leading squads of the assault platoon of his company, while attacking a strongly fortified ridge held by the enemy, were pinned down by withering fire and both squad leaders and several men were wounded. Cpl. Ingman assumed command, reorganized and combined the 2 squads, then moved from 1 position to another, designating fields of fire and giving advice and encouragement to the men. Locating an enemy machine gun position that was raking his men with devastating fire he charged it alone, threw a grenade into the position, and killed the remaining crew with rifle fire. Another enemy machine gun opened fire approximately 15 yards away and inflicted additional casualties to the group and stopped the attack. When Cpl. Ingman charged the second position he was hit by grenade fragments and a hail of fire which seriously wounded him about the face and neck and knocked him to the ground. With incredible courage and stamina, he arose instantly and, using only his rifle, killed the entire guncrew before falling unconscious from his wounds. As a result of the singular action by Cpl. Ingman the defense of the enemy was broken, his squad secured its objective, and more than 100 hostile troops abandoned their weapons and fled in disorganized retreat. Cpl. Ingman's indomitable courage, extraordinary heroism, and superb leadership reflect the highest credit on himself and are in keeping with the esteemed traditions of the infantry and the U.S. Army.
— 